# Kanchanpur
Der Distrikt Kanchanpur (Nepali कञ्चनपुर जिल्ला Kanchanpur Jillā) ist einer von 77 Distrikten in Nepal und gehört seit der Verfassung von 2015 zur Provinz Sudurpashchim.

## Geographie
Der Distrikt liegt im äußersten Westen Nepals im Terai an der Mahakali (Sharda), Nebenfluss der Ghaghara, der die westliche Grenze Nepals zu Indien bildet.

## Einwohner
Im Jahr 2011 lebten 451.248 Menschen im Distrikt Kanchanpur.

## Verwaltungsgliederung
Städte (Munizipalitäten) im Distrikt Kanchanpur:
- Bedkot
- Belauri
- Bhim Datta
- Mahakali
- Shuklaphanta
- Krishnapur
- Punarwas

Gaunpalikas (Landgemeinden):
- Beldandi
- Laljhadi

Bis zum Jahr 2017 wurde der Distrikt in die folgenden Village Development Committees (VDCs) unterteilt:
- Bainse Bichwa
- Daiji
- Dekhatbhuli
- Raikawar Bichawa
- Sankarpur
- Suda